# Eugenia woodfrediana
Eugenia woodfrediana là một loài thực vật có hoa trong Họ Đào kim nương. Loài này được Urb. mô tả khoa học đầu tiên năm 1928.